# Ecnomus illugi
Ecnomus illugi är en nattsländeart som beskrevs av Cartwright 1998. Ecnomus illugi ingår i släktet Ecnomus och familjen trattnattsländor. Inga underarter finns listade i Catalogue of Life.